# Стаховская, Кристина Владимировна
Кристина Владимировна Стаховская (род. 13 сентября 1990) — российская футболистка, игрок в мини-футбол и пляжный футбол, защитница и полузащитница. Мастер спорта России международного класса.

## Биография
В начале карьеры выступала в большом футболе за клуб «Аврора» (Санкт-Петербург), в его составе в 2006—2007 годах выступала в высшей лиге России. В сезоне 2007 года была включена в заявку на позиции вратаря, однако все свои матчи провела в поле. Позднее включалась в заявки как полузащитник или защитник. После ухода из «Авроры» играла в первом дивизионе за «Искру» (Санкт-Петербург) и во втором дивизионе за «Нику» (Большаково). Выступала за молодёжную сборную России, провела за неё не менее 11 матчей.
В мини-футболе играла за различные клубы из Санкт-Петербурга на национальном и городском уровне, а также за команду «Альфа-09» (Калининград).
В пляжном футболе несколько раз принимала участие в Кубке европейских чемпионов в составе петербургской «Звезды», в 2018 году стала победительницей этого турнира. Также играла за «Дотмедиа» и другие клубы. Вызывалась в состав сборной России.